# メリン変換
数学におけるメリン変換（メリンへんかん、英: Mellin transform）とは、両側ラプラス変換の乗法版と見なされる積分変換である。この変換はディリクレ級数の理論と密接に関連しており、数論や漸近展開の理論においてよく用いられる。ラプラス変換、フーリエ変換、ガンマ関数や特殊関数の理論と関係している。
この変換の名はフィンランドの数学者ヒャルマル・メリンの名にちなむ。

## 定義
局所可積分な関数 f のメリン変換は
{\displaystyle \left\{{\mathcal {M}}f\right\}(s)=\varphi (s)=\int _{0}^{\infty }x^{s-1}f(x)dx}
により定義される。
任意の小さな正の数 {\displaystyle \epsilon } に対して、 {\displaystyle x\to +0} のとき {\displaystyle f(x)=O(x^{-a-\epsilon })} 、 {\displaystyle x\to +\infty } のとき {\displaystyle f(x)=O(x^{-b+\epsilon })} と評価できるならば、上の積分は絶対収束する。さらに、 {\displaystyle \left\{{\mathcal {M}}f\right\}(s)} は {\displaystyle a<\Re (s)<b} で解析的な関数となる。
また、メリン逆変換は
{\displaystyle \left\{{\mathcal {M}}^{-1}\varphi \right\}(x)=f(x)={\frac {1}{2\pi i}}\int _{c-i\infty }^{c+i\infty }x^{-s}\varphi (s)\,ds}
により定義される。記号は、複素平面上の縦軸に沿った線積分を意味している。ここで、 c は {\displaystyle a<c<b} を満たす任意の実数である。
このような逆が存在するための条件は、メリン逆定理で与えられている。

## 他の変換との関係
両側ラプラス変換は、メリン変換を用いて
{\displaystyle \left\{{\mathcal {B}}f\right\}(s)=\left\{{\mathcal {M}}f(-\ln x)\right\}(s)}
と表すことが出来る。反対に、メリン変換は両側ラプラス変換により
{\displaystyle \left\{{\mathcal {M}}f\right\}(s)=\left\{{\mathcal {B}}f(e^{-x})\right\}(s)}
と表される。
メリン変換は、積分核 xs を用いた、乗法的ハール測度 {\displaystyle {\frac {dx}{x}}} についての積分と考えることが出来る。ここで {\displaystyle {\frac {dx}{x}}} は拡張 {\displaystyle x\mapsto ax} について不変であり、したがって {\displaystyle {\frac {d(ax)}{ax}}={\frac {dx}{x}}} が成り立つ。一方、両側ラプラス変換は加法的ハール測度 {\displaystyle dx} についての積分と考えられる。ここで {\displaystyle dx} は移動不変であり、したがって {\displaystyle d(x+a)=dx} が成り立つ。
同様にフーリエ変換もメリン変換を用いて表すことが出来、またその逆も出来る。もし両側ラプラス変換を上述のように定義するなら、
{\displaystyle \left\{{\mathcal {F}}f\right\}(s)=\left\{{\mathcal {B}}f\right\}(is)=\left\{{\mathcal {M}}f(-\ln x)\right\}(is)}
が成立する。反対に
{\displaystyle \left\{{\mathcal {M}}f\right\}(s)=\left\{{\mathcal {B}}f(e^{-x})\right\}(s)=\left\{{\mathcal {F}}f(e^{-x})\right\}(-is)}
も成立する。メリン変換はまた、ニュートン級数や二項変換を、ポアソン-メリン-ニュートン・サイクルの意味におけるポアソン母関数と結び付ける。

## 例

### カヘン-メリン積分
{\displaystyle c>0}、{\displaystyle \Re (y)>0} および主枝上の {\displaystyle y^{-s}} に対して、
{\displaystyle e^{-y}={\frac {1}{2\pi i}}\int _{c-i\infty }^{c+i\infty }\Gamma (s)y^{-s}\;ds}
が成立する。ここで {\displaystyle \Gamma (s)} はガンマ関数である。この積分はカヘン-メリン積分として知られている。

### 数論
数論における重要な応用例として、単関数 {\displaystyle f(x)={\begin{cases}0&x<1,\\x^{a}&x>1\end{cases}}}
に対し 
{\displaystyle {\mathcal {M}}f(s)={\frac {1}{s+a}}}
が成立する、ということが挙げられる。

### ゼータ関数
メリン変換を用いることで、リーマンゼータ関数 {\displaystyle \zeta (s)} についての公式を得ることができる。{\displaystyle f(x)={\frac {1}{e^{x}-1}}}としたとき{\displaystyle {\mathcal {M}}f(s)=\int _{0}^{\infty }{\frac {x^{s-1}}{e^{x}-1}}dx=\int _{0}^{\infty }{\frac {x^{s-1}e^{-x}}{1-e^{-x}}}dx=\int _{0}^{\infty }x^{s-1}\sum _{n=1}^{\infty }e^{-nx}dx=\sum _{n=1}^{\infty }\int _{0}^{\infty }x^{s-1}e^{-nx}dx=\sum _{n=1}^{\infty }{\frac {1}{n^{s}}}\int _{0}^{\infty }x^{s-1}e^{-x}dx=\sum _{n=1}^{\infty }{\frac {\Gamma (s)}{n^{s}}}=\Gamma (s)\zeta (s)}よって
{\displaystyle \zeta (s)={\frac {1}{\Gamma (s)}}\int _{0}^{\infty }{\frac {x^{s-1}}{e^{x}-1}}dx}

## L2上のユニタリ作用素として
ヒルベルト空間の研究において、メリン変換は少し異なった方法で定められる。{\displaystyle L^{2}(0,\infty )} （Lp空間を参照されたい）の関数に対して、基本帯（fundamental strip）は常に {\displaystyle {\tfrac {1}{2}}+i\mathbb {R} } を含む。そのため、線形作用素 {\displaystyle {\tilde {\mathcal {M}}}} を
{\displaystyle {\tilde {\mathcal {M}}}\colon L^{2}(0,\infty )\to L^{2}(-\infty ,\infty ),\{{\tilde {\mathcal {M}}}f\}(s):={\frac {1}{\sqrt {2\pi }}}\int _{0}^{\infty }x^{-{\frac {1}{2}}+is}f(x)\,dx}
によって定義することが出来る。言い換えると、集合
{\displaystyle \{{\tilde {\mathcal {M}}}f\}(s):={\tfrac {1}{\sqrt {2\pi }}}\{{\mathcal {M}}f\}({\tfrac {1}{2}}-is)}
を定義することが出来る。この作用素は通常 {\displaystyle {\mathcal {M}}} とシンプルに記述され、「メリン変換」と呼ばれる。しかしここでは、上での記述と区別するために {\displaystyle {\tilde {\mathcal {M}}}} を記号として用いる。このときメリン逆定理により、{\displaystyle {\tilde {\mathcal {M}}}} は可逆であって、その逆は
{\displaystyle {\tilde {\mathcal {M}}}^{-1}\colon L^{2}(-\infty ,\infty )\to L^{2}(0,\infty ),\{{\tilde {\mathcal {M}}}^{-1}\varphi \}(x)={\frac {1}{\sqrt {2\pi }}}\int _{-\infty }^{\infty }x^{-{\frac {1}{2}}-is}\varphi (s)\,ds}
と得られることが分かる。さらにこの作用素は等長であること、すなわち {\displaystyle \|{\tilde {\mathcal {M}}}f\|_{L^{2}(-\infty ,\infty )}=\|f\|_{L^{2}(0,\infty )}} がすべての{\displaystyle f\in L^{2}(0,\infty )} に対して成立することが分かる（この性質のために係数 {\displaystyle 1/{\sqrt {2\pi }}} が用いられている）。したがって、{\displaystyle {\tilde {\mathcal {M}}}} はユニタリ作用素である。

## 確率論において
確率論におけるメリン変換は、確率変数の積の分布の研究によく用いられる。X を確率変数とし、X+ = max{X,0} をその正の部分、X − = max{−X,0} をその負の部分としたとき、X のメリン変換は
{\displaystyle {\mathcal {M}}_{X}(s)=\int _{0}^{\infty }x^{s}dF_{X^{+}}(x)+\gamma \int _{0}^{\infty }x^{s}dF_{X^{-}}(x),}
として定義される。ここで γ は、γ2 = 1 を満たすもの（formal indeterminate）である。この変換は、複素帯領域 D = {s: a ≤ Re(s) ≤ b}（ただしa ≤ 0 ≤ b）内のすべての s に対して存在する。
確率変数 X のメリン変換 {\displaystyle \scriptstyle {\mathcal {M}}_{X}(it)} は、その分布関数 FX を一意に定める。確率論におけるメリン変換が持つ重要な性質として、次が挙げられる: X および Y を二つの独立な確率変数としたとき、それらの積のメリン変換は、それぞれのメリン変換の積と等しい。すなわち、
{\displaystyle {\mathcal {M}}_{XY}(s)={\mathcal {M}}_{X}(s){\mathcal {M}}_{Y}(s)}
が成立する。

## 応用
メリン変換は、そのスケール不変性のため、計算機科学の分野で広く用いられている。あるスケール変換を施された関数のメリン変換の絶対値は、もとの関数の絶対値と等しい。このスケール不変性は、フーリエ変換のシフト不変性とも同様である。時間に関してシフトされた関数のフーリエ変換の絶対値は、もとの関数のそれと等しい。
この性質は、画像認識を行う際に役に立つ。物体の画像は、その物体がカメラに近づいたり離れたりするだけで簡単にスケールが変わってしまうからである。

## その他の例
- ディリクレ級数へのメリン逆変換の応用について述べたものに、ペロンの公式がある。
- メリン変換は素数計数関数の解析に用いられる。またリーマンゼータ関数の議論にも現れる。
- メリン逆変換は主にリース平均に現れる。
- メリン変換はオーディオ・タイムスケール-ピッチ調整に使うことが出来る。